# 少鰭海龍
少鰭海龍（学名：Apterygocampus epinnulatus），为輻鰭魚綱棘背魚目海龍魚科的其中一種，分布於中西太平洋區，包括印尼、菲律賓及巴布亞紐幾內亞等海域，雄於缺少背鰭及腹鰭，體長可達3公分，棲息在稀疏海草的淺泥灘海域，卵胎生。